# ستيف هوليداي
ستيف هوليداي (بالإنجليزية: Steve Holliday)‏ هو رائد أعمال ومهندس بريطاني، ولد في 26 أكتوبر 1956 في إكزتر في المملكة المتحدة.

## وصلات خارجية
- ستيف هوليداي على موقع إن إن دي بي (الإنجليزية)